# 2013 GR
2013 GR est un astéroïde de la ceinture principale dont la première observation a été rapportée le 1er avril 2013 par l'Observatoire Steward. Il a fait l'objet de 65 observations par Mount Lemmon Survey,  Spacewatch et  Pan-STARRS, la dernière observation datant du 27 avril 2022. 

## Orbite
2013 GR a un aphélie de 3,390 UA et un périhélie de 2,0829953 UA. Son inclinaison est de 18,30956° et son excentricité de 0,2387762.
Cet astéroïde de la ceinture principale met 4,53 ans pour faire le tour du Soleil (période orbitale). Il ne s'approche jamais de la Terre à moins de 1,18 unité astronomique de distance (environ 180 millions de km).

## Caractéristiques
2013 GR a une magnitude absolue de 17,84.